# André Pisart

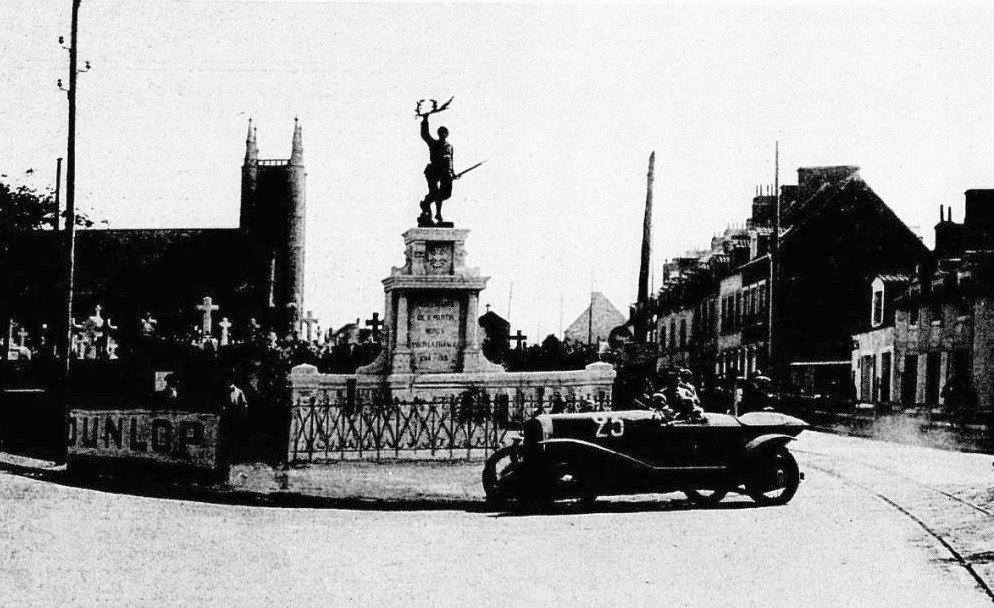
André Pisart im 3-Liter-Chenard & Walcker, bei seiner Fahrt zum dritten Rang beim Coupe Georges Boillot 1923

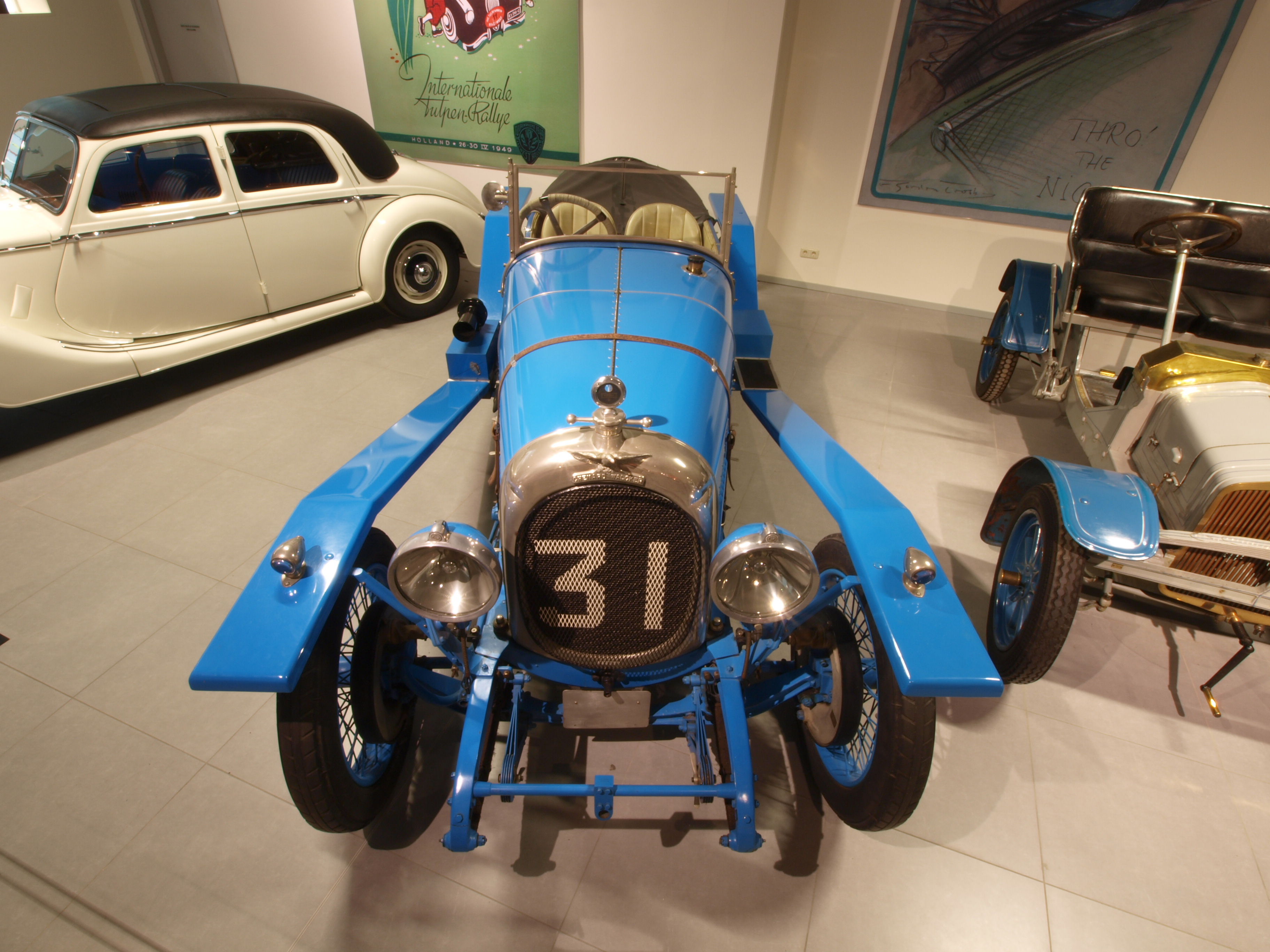
Der Chenard & Walcker mit dem André Pisart und Joseph Chavée den vierten Rang beim 24-Stunden-Rennen von Le Mans 1924 erreichten

André Louis Victor Pisart (* 17. März 1898 in Scharbeeck; † 7. Juli 1952 in Brüssel) war ein belgischer Autorennfahrer und Journalist.

## Karriere
1924, einem Jahr nach dem Debütrennen, waren vier belgische Rennfahrer beim 24-Stunden-Rennen von Le Mans am Start. Neben Joseph Chavée, Raymond de Tornaco und Henri-Julien Matthys zählte auch André Pisart zu diesem Quartett. Pisart war Test- und Einfahrer der neuen Fahrzeuge bei Chenard & Walcker und begann 1923 für das Unternehmen mit dem Rennsport. Von 1919 bis 1923 war er Geschäftsführer des belgischen Automobilherstellers Automobiles Leroux-Pisart.
Der erste Erfolg war der dritte Gesamtrang beim Coupe Georges Boillot 1923. In Le Mans war er 1924 der erste Belgier, dem ein Klassensieg gelang. Gemeinsam mit Joseph Chavée beendete er das Rennen als Gesamtvierter und gewann die Wertung der Fahrzeuge zwischen 1,5- und 2-Liter-Hubraum. Im selben Jahr fuhr er auch das 24-Stunden-Rennen von Spa-Francorchamps. Sein Teamkollege war der Ingenieur und Le-Mans-Gesamtsieger André Lagache, mit dem er den zweiten Gesamtrang erreichte.
In den folgenden Jahren feierte er weitere Erfolge für das französische Team. Er wurde dritter beim Circuit des Routes Pavées 1924 und gemeinsam mit Raphaël Manso de Zuñiga siebter beim 24-Stunden-Rennen von Spa-Francorchamps 1925. Hinter de Zuñiga und René Léonard kam mit er mit Lagache beim Großen Preis von Guipúzcoa 1926 als zweiter ins Ziel.
Piscart arbeitete in den 1930er-Jahren als Motorsportjournalist. 1945 erschien seine Autobiografie Mes Courses, A. Pisart, Les Éditions Lumière, Bruxelles, 1945.

## Statistik

### Le-Mans-Ergebnisse
| Jahr | Team              | Fahrzeug                          | Teamkollege    | Platzierung            | Ausfallgrund |
| ---- | ----------------- | --------------------------------- | -------------- | ---------------------- | ------------ |
| 1924 | Chenard & Walcker | Chenard & Walcker 2-Litre 10/12CV | Joseph Chavée  | Rang 4 und Klassensieg |              |
| 1925 | Chenard & Walcker | Chenard-Walcker Type U 22CV Sport | Jacques Ledure | Ausfall                | Motorschaden |

### 24-St-Spa-Ergebnisse
| Jahr | Team              | Fahrzeug                          | Teamkollege             | Platzierung | Ausfallgrund |
| ---- | ----------------- | --------------------------------- | ----------------------- | ----------- | ------------ |
| 1924 | Chenard & Walcker | Chenard & Walcker 2-Litre 10/12CV | André Lagache           | Rang 2      |              |
| 1925 | Chenard & Walcker | Chenard-Walcker Type U 22CV Sport | Jacques Ledure          | Rang 16     |              |
| 1926 | Chenard & Walcker | Chenard-Walcker Z1 Spéciale       | Raphaël Manso de Zuñiga | Rang 7      |              |